# Bundesstraße 282
Die Bundesstraße 282 (Abkürzung: B 282) führt von der Anschlussstelle Schleiz an der A 9 über Mühltroff, Mehltheuer und Syrau nach Plauen, wo sie in der Ortschaft Kauschwitz an der „Schöpsdrehe“ auf die B 92 trifft und endet. Die gesamte B 282 ist ein Teilstück der Europastraße 49.

## Geschichte
Ursprünglich begann die B 282 (noch als Reichsstraße 282) in Jena.
Der Abschnitt Jena-Schleiz ist jedoch mittlerweile durch die Autobahnen A 4 und A 9 ersetzt.
Die etwa zwei Kilometer der Bundesstraße zwischen Heinrichsruh und dem Abzweig nach Oberböhmsdorf gehörten bis 2004 zur Rennstrecke Schleizer Dreieck.

## Verlauf

### Thüringen
Die B 282 beginnt an der Anschlussstelle Schleiz der A 9 und führt nach Osten bis Heinrichsruh. Dort kreuzt sie die B 2 und verläuft an einem Waldrand bis zum Abzweig der Kreisstraße nach Oberböhmsdorf. Anschließend wendet sie sich nach Südosten und führt durch einen Wald, östlich an Mielesdorf vorbei. Auf der Höhe von Mielesdorf mündet die Landesstraße 1089 von Süden ein und die B 282 knickt wieder nach Osten ab. Kurz darauf passiert die Straße die Landesgrenze zwischen Thüringen und Sachsen.

### Sachsen

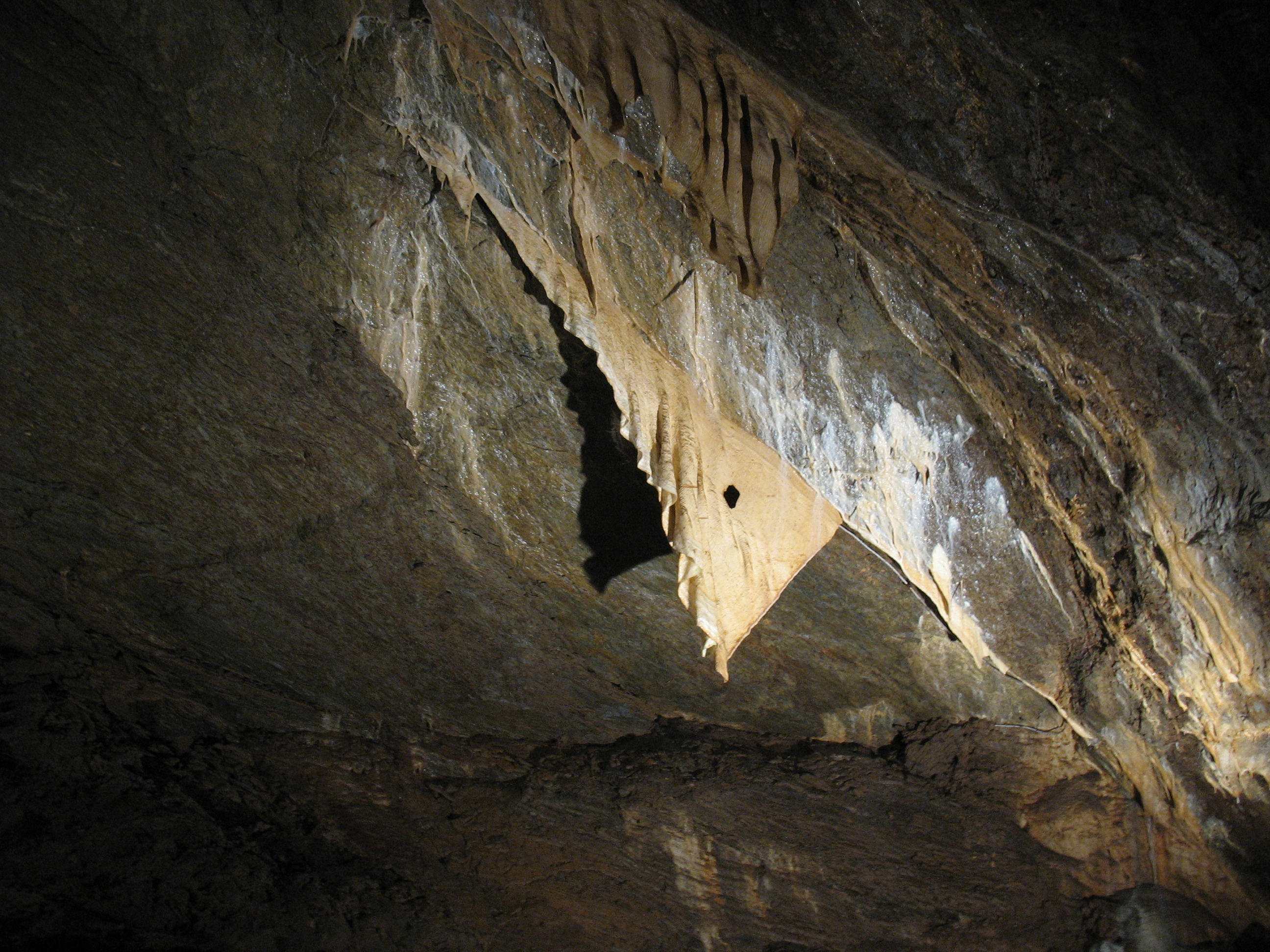
Die „Gardine“ in der Syrauer Drachenhöhle

Die B 282 führt von der Landesgrenze kommend durch den Ortsteil Langenbach, überquert den Langenbacher Bach und erreicht Mühltroff. Im Ort überquert die Straße die Wisenta. Kurz nach Überquerung der Wisentatalbahn, an der Stadtgrenze beginnt die Staatsstraße 318, beschreibt einen Bogen über den Mehltheuerer Ortsteil Schönberg und kreuzt wenig später die B 282 noch einmal. Im Ortsteil Oberpirk mündet die S 316 ein. Schließlich erreicht die Bundesstraße Mehltheuer selbst und überquert in der Nähe des Bahnhofs zwei Bahnstrecken. Kurz nach der Bahnüberquerung mündet die S 313 ein und die B 282 führt weiter nach Syrau. Sie durchquert den Ort und führt dabei unmittelbar an der Drachenhöhle vorbei. Nachdem die Straße den Ort verlassen hat, nähert sie sich ihrem Ziel. Sie endet in einem Kreisverkehr an der Schöpsdrehe in der  Plauener Ortschaft Kauschwitz, wo die B 282 auf die B 92 trifft.